# INO
INO（いの、1969年 - ）は、ゲームの原画家・イラストレーターである。主にアダルトゲームの原画を担当している。
2003年までミンクに所属していたが、現在はフリーランス。高知県出身。別名は、猪野 誠（いの まこと）、猪野誠一（いの せいいち）。

## 人物
- アダルトゲームにおいて、特に女性のおっぱいの描写技術が卓越していることで知られる。
- 流行り廃りの激しいPC原画界においても、十数年以上のキャリアを持ち、現在も精力的に作品を配するクリエーターである。
- 本人のブログにて、自らを「電子のお惣菜屋さん。」と称する。

## 主な原画担当作品

### ミンク
- ぺろぺろCandy ～陽の章～（1996年） (リニューアル作品あり)
- しゃぶり姫 ～陰の章～（1997年） (リニューアル作品あり)
- ミンク大作戦（一部原画）（1997年）
- ツーショットDiary95（一部原画）（1997年）
- ねこぱら ～ねこそぎ・ぱらダイス～（1999年）
- 手戯（てあそび）（1999年）
- ぺろCan2 Lovely Angels（2000年）
- RealizeMe（2001年）
- 十六夜の花嫁（2003年）
- しすたー・すきーむ ～お姉ちゃんとのシかたについて～（メイン原画）（2005年）ミンク内ブランドM de PINKより発売
- しすたー・すきーむ2 （2010年）ミンク内ブランドM de PINKより発売
- あまふたサンドイッチ!!! （2011年）ミンク内ブランドM de PINKより発売
- しすたー・すきーむHD（2011年）ミンク内ブランドM de PINKより発売
- しすたー・すきーむ2HD（2011年）ミンク内ブランドM de PINKより発売

### 裸足少女
- オシオキSweetie ～恋するお姉さんはウラハラです～（2005年）
- Sweets!!～オシオキSweetieファンディスク～（2006年）
- 「彼氏いない歴＝年齢」じゃ、どうしてイケナイのよ！？～聖トレア学園恋愛禁止令～（2012年）
- 3Ping Lovers!☆一夫二妻の世界へようこそ♪（2014年）

### その他のメーカー・ブランド
- 恋愛シミュレーションツクール（※一般向け）（エンターブレイン）（1999年）
- 凌辱ゲリラ狩り2（Liquid）（2004年）
- ニセ教祖（メイン原画）（Nomad）（2004年）
- 永劫回帰（D.O.）（2004年）
- に～づまはセーラー服（Puzzlebox）（2005年）
- KISS×400 懐かしき日々の連続（WINTERS）（2005年）
- Alea -アレア- 紅き月を遙かに望み（CALIGULA）（2007年）
- きみはぐ（フロントウイング）（2007年）(作品はアニメ化(R-18)されている 2009年Milkyより)
- 快感！SPOT☆LIGHT（ディーゼルマイン）（2010年）
- グリザイアの迷宮（フロントウイング）（2012年、一部原画)
- 初恋ピュア学園(※一般向け)(Q-Max)(2011年12月-2012年2月 Mobage,Yahoo!Mobage,GREEで配信。作品の一部は『昔、キモオタ童貞だった俺が金を手に入れたら～』へ再利用)
- 昔、キモオタ童貞だった俺が金を手に入れたら（G●EE、Mo●ageで活躍した）アイドルのコーマンに入れることができた！（ディーゼルマイン）（2012年）
- グリザイアの楽園（フロントウイング）（2013年、一部原画）

### 企画進行中
- 乙女ファンクション（SkyRockets）（発売日未定）

### 原画集（出版物）
- 『ペロペロCandy 陽の章 設定原画集』（コスミックインターナショナル、1997年5月1日発行）ISBN 4-88532-709-1
- 『ぺろぺろCandy2 Lovely Angels CG&原画集』（ケイエスエス〈KSSブックス〉、2001年6月30日初版発行）ISBN 4-87709-527-6
- 『INOアートワークス Velvet Skin』（コアマガジン、2007年12月1日初版第1刷発行）ISBN 978-4-86252-239-9
- 『「彼氏いない歴＝年齢」じゃ、どうしてイケナイのよ!? INOアートワークス』（コアマガジン、2013年4月30日初版第1刷発行）ISBN 978-4-86436-468-3
- 『新妻こよみ INOアートワークス』（コアマガジン、2018年5月11日初版第1刷発行）ISBN 978-4-86653-152-6

### マンガ雑誌（出版物）
- メンズヤング（Men's YOUNG）表紙イラスト（双葉社、2010年10月号～2012年3月号 雑誌休刊）

### 小説（出版物）
- おっぱいおっぱい三姉妹!（文：巽飛呂彦、フランス書院〈美少女文庫〉、2013年9月発行）表紙イラスト・挿絵